# La Pañoleta
El barrio de La Pañoleta se ubica en el municipio de Camas (Sevilla) España. La historia y el desarrollo urbanístico de Camas está condicionado por la cercanía a la capital andaluza (apenas 4 km). La estructura urbana actual es muy compleja, debido a que su desarrollo se ha producido a través de pequeños núcleos alejados entre sí y del núcleo originario y que, hasta el año 1981, se consideraban como entidades de población diferenciadas de la ciudad de Camas. Es el caso de La Pañoleta, la barriada de Coca de la Piñera, la barriada de Santa Rosa, la barriada de la Cruz o el polígono industrial construido en los años 70 al norte de la ciudad y limítrofe con el vecino municipio de Santiponce
Esta circunstancia se agudizó en los años 40-50 con el crecimiento demográfico del municipio camero debido a la migración de origen rural, y el desarrollo de poblaciones llenas de viviendas de autoconstrucción y sin ninguna infraestructura. 

## Situación y Orígenes

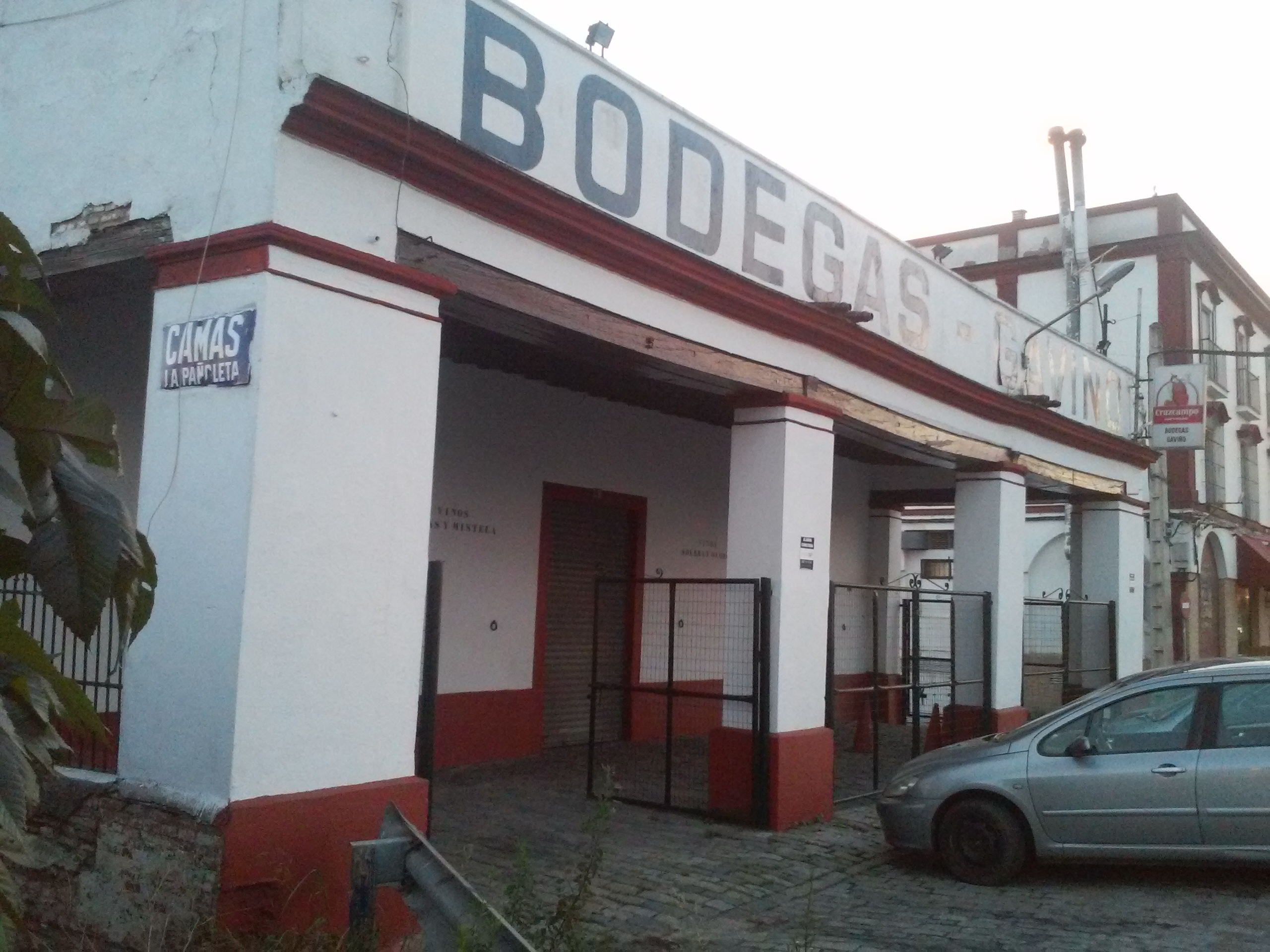
Venta de Gaviño. Una de las más antiguas de Sevilla. Enero de 2017

La Pañoleta se ubica entre la ladera del Aljarafe y el río Guadalquivir, a la izquierda de la antigua carretera Sevilla – Huelva (actualmente es la A-49), si caminamos en dirección a Huelva. Está separada del núcleo urbano de Sevilla por la autovía SE-30 y por el cauce vivo del río Guadalquivir. Se trata de una zona propicia para las inundaciones, que siguen siendo habituales. A comienzos de los años 30 contaba con unos pocos edificios dedicados al comercio (ventas y bodegas) . Aprovechando la actividad en esta vía de comunicación, los propietarios de los terrenos, destinados a labores agrícolas, los fueron parcelando y vendiendo, comenzando así la primera urbanización del barrio. 
La Pañoleta ofrece un aspecto de caserío abigarrado, de viviendas de baja altura, que es perfectamente visible para viajero que llega a Sevilla por la A-49 desde la cornisa del Alfajare. Desde esa posición se puede divisar la ciudad hispalense y en primer plano, las casas de La Pañoleta, rodeadas por autopistas (A-49 y SE-30) y separadas del resto de los núcleos urbanos. Actualmente, el barrio se ha ido ampliando con viviendas de nueva construcción, centros comerciales y oficinas, que están cambiando por completo la fisonomía de la zona.

## Sucesos de julio de 1936
El barrio fue escenario de un enfrentamiento militar durante la Guerra Civil que pudo influir decisivamente en la ocupación de Sevilla por el general Queipo de Llano con parte del ejército sublevado. 

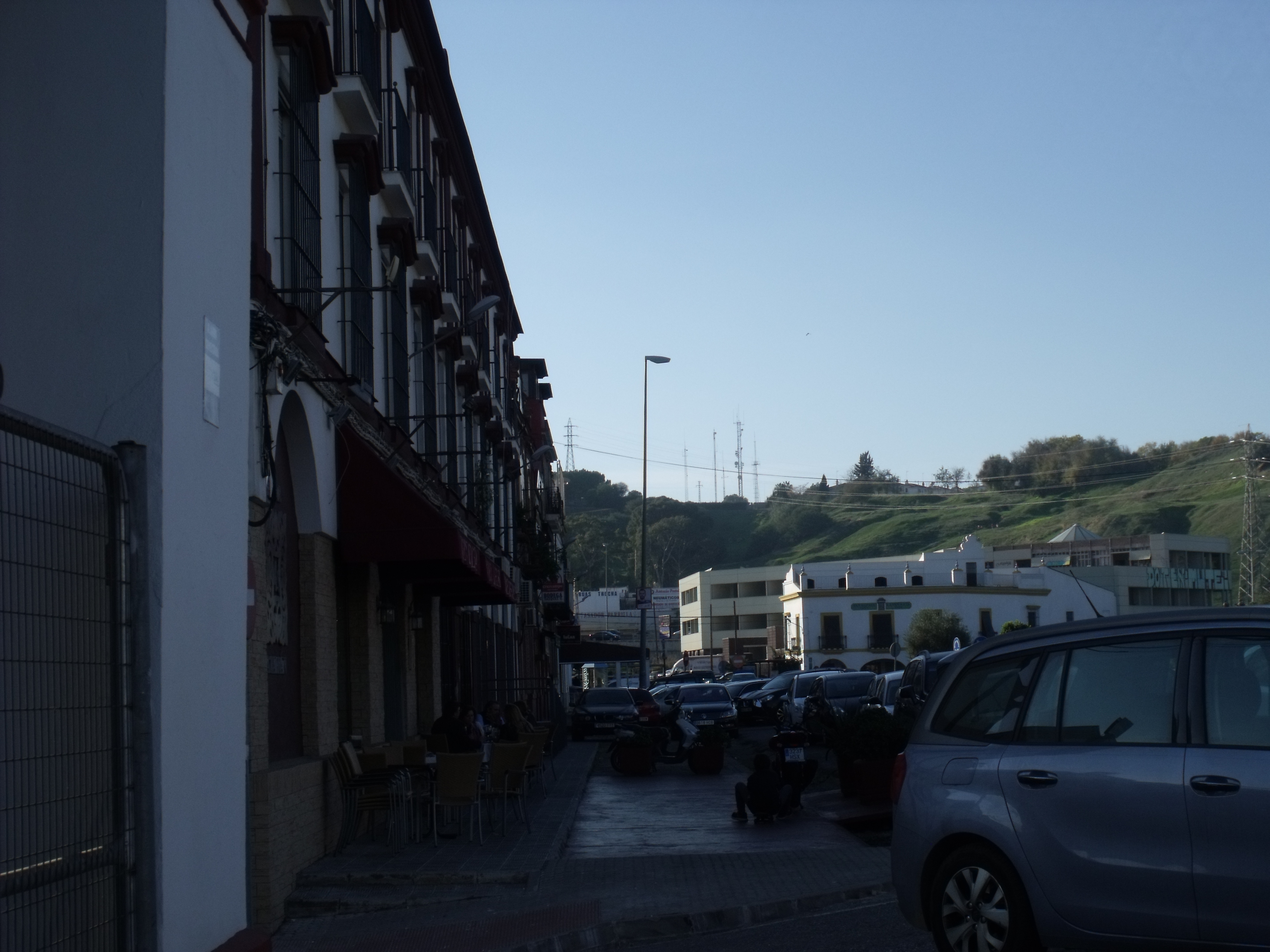
Lugar de la emboscada que acabó con la columna minera de Riotinto.

Desde la ciudad de Huelva (leal al gobierno de la República) se envió a Sevilla un destacamento de la Guardia Civil al mando del comandante Haro para sofocar la rebelión. La decisión fue un grave error, ya que el destacamento se unió a la sublevación militar. Los guardias civiles estaban alertados de la llegada a Sevilla de camiones procedentes de la cuenca minera de Riotinto (Huelva) cargados de mineros y de dinamita. Los emboscaron en La Pañoleta, ametrallando a la columna y haciendo estallar el camión que llevaba la dinamita. Murieron 25 mineros y otros 71 fueron hechos prisioneros. De ellos tres morirían en la cárcel en los meses siguientes y 67 serían fusilados, salvándose solo uno por ser menor de edad.

## El barrio
El poblamiento informal se vio favorecido por la llegada del tranvía, con una parada oficial, allá por los años 30. Se contaba incluso con una pequeña plaza de toros (1926-1968) donde despuntaron futuras figuras del toreo, como fue el caso de Curro Romero. De este pasado taurino solo queda actualmente un monumento al toreo construido en 2002 y ubicado en la rotonda central del barrio
En los años 40-50 se vivió un momento de gran crecimiento, debido a la llegada de cientos de personas procedentes de áreas rurales, que construían sus chabolas o vivían donde podían. Llegó a contar con unos 4.000 habitantes (ya en 1998 apenas superaban los 2.000). Se iba conformando así La Pañoleta como un núcleo aislado, una zona de aluvión que sin embargo pronto empezó a tomar cuerpo, a estructurarse socialmente, en torno a la parroquia Nuestra Señora de Guía –1956– y en especial de su párroco Miguel Mejías, impulsor en la lucha por dignificar las condiciones del barrio. Pronto surgirán los primeros grupos vecinales, que llevarán en 1962 a la constitución de la Asociación de Vecinos “Nuestro Barrio Unido”. 
Es en estos años cuando el barrio es dotado con los primeros equipamientos e infraestructuras: alumbrado, acometida de agua, alcantarillado, acerado… en muchos casos sufragado por los propios vecinos. Lo que será más difícil de conseguir es eludir el estigma de constituir un barrio marginal.
La infraestructuras viarias construidas con motivo de la Exposición Universal de Sevilla (1992) modificaron el aspecto del barrio, que quedó rodeado por autopistas, aunque también mejoró sus comunicaciones con Camas y Sevilla. Igualmente mejoraron paulatinamente las dotaciones educativas, sanitarias, etc. Pero la gran transformación es más reciente y aún se halla en pleno proceso. Un gran proyecto urbanístico (denominado Vega del Rey) ha construido centenares de nuevas viviendas, centros comerciales y oficinas. El antiguo núcleo urbano también se ha visto modificado y se han construido algunos edificios de nueva planta, pero aún es evidente su pasado histórico, con sus viviendas de baja altura y el trazado irregular de las calles. Algunas de las bodegas que dieron origen al primer poblamiento permanecen en pie y abiertas al público. El centro escolar del barrio se denomina CEIP Virgen del Rocío, en el que están integrados los alumnos más desfavorecidos de la zona con otros de ambiente más favorecido.